# Джанкой (городской округ)
Городско́й о́круг Джанко́й (укр. міський округ Джанкой, крымскотат. Canköy şeer bölgesi, Джанкой шеэр больгеси) — муниципальное образование в составе Республики Крым Российской Федерации (де-факто). Административный центр округа и единственный населённый пункт — город Джанкой. Образован на территории административно-территориальной единицы Республики Крым города республиканского значения Джанкой с подчинённой ему территорией.

## Население
По состоянию на 1 июля 2014 года — 35131 постоянных жителей и 35564 человека наличного населения.